# Barbara Stępniak
Barbara Stępniak (ur. 22 lipca 1982 w Tomaszowie Lubelskim) – polska kick-boxerka.

## Życiorys
Jest absolwentką Uniwersytetu Medycznego w Lublinie. 
Instruktor krav maga z państwowymi uprawnieniami instruktora rekreacji ruchowej ze specjalnością samoobrona. Instruktor kick-boxingu. 

## Osiągnięcia sportowe
2009
- 17-18.10.2009 Puławy – II miejsce i tytuł Wicemistrzyni Świata na 1st Cheezic Tang Soo Do Open World Championship. Kategoria sparing senior plus 170 cm.
- 17-18.10.2009 Puławy – II miejsce i tytuł Wicemistrzyni Świata na 1st Cheezic Tang Soo Do Open World Championship. Kategoria team sparing.
- 17-18.10.2009 Puławy – III miejsce na 1st Cheezic Tang Soo Do Open World Championship. Kategoria doublematch.
- 06-07.06.2009 Bardo – II miejsce na I turnieju „Dnia Dziecka” w Taekwon-do o Puchar Burmistrza Miasta i Gminy Bardo. Techniki specjalne.
- 06-07.06.2009 Bardo – II miejsce na I turnieju „Dnia Dziecka” w Taekwon-do o Puchar Burmistrza Miasta i Gminy Bardo. Semi-contact.
- 30-31.05.2009 Piotrków Trybunalski – I miejsce i tytuł Mistrzyni Polski na XVI Międzynarodowych Mistrzostwach Polskiej Unii Taekwondo. Walki przerywane seniorek plus 170 cm.
- 25.04.2009 Brzeg Dolny – I miejsce na Pucharze Polski Taekwon-do ITF. Kategoria do 63 kg.
- 28-29.03.2009 Kiszyniów – I miejsce i tytuł Euroazjatyckiej Mistrzyni VOIEVOD na I Euroazjatyckich Mistrzostwach VOIEVOD w Mołdawii. Full-contact z low-kickiem. Kategoria open.
- 28-29.03.2009 Kiszyniów – I miejsce i tytuł Euroazjatyckiej Mistrzyni VOIEVOD na I Euroazjatyckich Mistrzostwach VOIEVOD w Mołdawii. Full-contact z low-kickiem. Kategoria do 65 kg.
- 14-15.02.2009 Puławy – II miejsce i tytuł Wicemistrzyni Polski Tang Soo Do na II Otwartych Mistrzostwach Polski Tang Soo Do. Walki light-kick. Seniorki do 64 kg.
- 14-15.02.2009 Puławy – II miejsce i tytuł Wicemistrzyni Polski Tang Soo Do na II Otwartych Mistrzostwach Polski Tang Soo Do. Walki semi-contact. Seniorki powyżej 170 cm.
- 14-15.02.2009 Puławy – III miejsce na II Otwartych Mistrzostwach Polski Tang Soo Do. Grand Champion Kobiet.

2008
- 06.12.2008 Lublin – III miejsce na Otwartych Mistrzostwach Województwa Lubelskiego Kick-Boxingu. Wersja light-contact, kategoria open.
- 23-24.08.2008 Świnoujście –„Pomerania Cup” Kick-Boxing II miejsce light-contact; II miejsce semi- contact. (Jako reprezentantka klubu „LKSW DAN”)
- 13.07.2008 Janów Lubelski – II miejsce na Mistrzostwach Lubelszczyzny Taekwon-do. (Jako reprezentantka klubu „LKSW DAN”)
- 29-30.03.2008 Kiszyniów – I miejsce i tytuł Mistrzyni Europy na I Mistrzostwach Europy VOIEVOD w Mołdawii.
- 15-16.03.2008 Ostróda – I miejsce i tytuł Mistrzyni Polski Taekwondo na XV Mistrzostwach Polski Taekwondo. Walki Przerywane Seniorek + 170 cm.
- 15-16.03.2008 Ostróda – II miejsce i tytuł Wicemistrzyni Polski Taekwondo na XV Mistrzostwach Polski Taekwondo. Walki Ciągłe Seniorek do 64 kg.
- 24.02.2008 Puławy – I miejsce i tytuł Mistrzyni Polski Tang Soo Do na I Otwartych Mistrzostwach Polski Tang Soo Do. Walki semi-contact, kategoria kobiety grupa C.
- 24.02.2008 Puławy – II miejsce i tytuł Wicemistrzyni Polski Tang Soo Do na I Otwartych Mistrzostwach Polski Tang Soo Do. Walki light-kick, kategoria + 58 kg.

2007
- 17.11.2007 Lublin – I miejsce i tytuł Mistrzyni Województwa Lubelskiego na Otwartych Mistrzostwach Województwa Lubelskiego w Kick-Boxingu. Wersja light-contact, kategoria do 65 kg.
- 25.05.2007 Lublin – I miejsce w „Pierwszym Turnieju Bokserskim” zorganizowanego w ramach imprezy edukacyjno-integracyjnej „Stop agresji”.
- 29.04.2007 Warszawa – udział w walce K1 Rules.
- 27-28.04.2007 Warszawa – III miejsce w I Akademickich Mistrzostwach Polski w Kick-Boxingu. Wersja semi-contact, kategoria do - 60 kg.
- 23-25.03.2007 Kurzętnik – wygrana walka na Mistrzostwach Polski w Kick-Boxingu. Wersja light-contact, kategoria –  60 kg.
- 03.03.2007 Puławy – III miejsce w IV Ogólnopolskim turnieju Tang Soo Do. Wersja Light-Kick, kategoria do -60 kg.
- 24.02.2007 Węgrów – I miejsce i tytuł Mistrza Polski Wschodniej na Mistrzostwach Polski Wschodniej w Kick-Boxingu. Wersja light-contact, kategoria -60kg.

2006
- 10.12.2006 Warszawa – I miejsce i tytuł Mistrza Polski w Mistrzostwach Polski Muay Thai.
- 12.11.2006 Zamość – II miejsce w VIII Międzynarodowym Memoriale im. Jerzego Suchodoła w boksie.
- 11.11.2006 Lublin – I miejsce na Pucharze Województwa Lubelskiego w Kick-Boxingu. Wersja light-contact, kategoria -60kg.
- 24-30.10.2006 Karpacz - powołanie na zgrupowanie Kadry Narodowej Polski z boksu
- 20-21.10.2006 Świdnik - I miejsce w eliminacjach Pucharu Polski w boksie.
- 23.09.2006 Krynica Zdrój – III miejsce na Mistrzostwach Polski w Kick-Boxingu. Wersja light-contact, kategoria – 60 kg.
- 06.05.2006 Lublin – II miejsce i tytuł Wicemistrzyni Polski Wschodniej na Mistrzostwach Polski Wschodniej w Kick-Boxingu. Wersja light-contact, kategoria -60kg.
- 01.04.2006 Lublin – II miejsce w lidze międzyuczelnianej w Kick-Boxingu. Wersja light-contact, kategoria – 60 kg.
- 05.02.2006 Węgrów – II miejsce na eliminacjach do Mistrzostw Polski w Kick-Boxingu. Wersja light-contact, kategoria – 60 kg.

2005
- 15.10.2005 Piaseczno – III miejsce na Mistrzostwach Polski w Kick-Boxingu. Wersja light-contact, kategoria – 60 kg.
- 30.04.-01.05.2005 Węgrów – III miejsce na II Międzynarodowym Pucharze Polski w Kick-Boxingu. Wersja light-contact, kategoria – 55 kg.
- 02.04.2005 Lublin – I miejsce i tytuł Mistrza Polski Wschodniej na Mistrzostwach Polski Wschodniej w Kick-Boxingu. Wersja light-contact, kategoria – 60 kg.
- 05-06.03.2005 Chełm – I miejsce i tytuł Mistrza Województwa Lubelskiego na Mistrzostwach Województwa Lubelskiego w boksie.